# Pierre Mille
Pour les articles homonymes, voir Mille.
 (octobre 2022).
Pierre Mille est un écrivain et journaliste français, né le 27 novembre 1864 à Choisy-le-Roi, mort le 13 janvier 1941 à Paris. Son nom reste attaché au Prix Pierre Mille du meilleur reportage, décerné par le Syndicat de la presse française d'Outre-mer et destiné à récompenser un journaliste de la presse écrite ou audiovisuelle francophone. Pierre Mille fut le mari d'Yvonne Serruys et le père de Clara Candiani, journaliste radio.

## Biographie

### Jeunesse et études
Fils d'Adolphe Auguste Mille, inspecteur général des Ponts et Chaussées, officier de la Légion d'honneur, et Marie-Henriette-Catherine Beaussier, il fait des études de droit. Il est diplômé de l'École libre des sciences politiques.

### Parcours professionnel
D'abord clerc d'avoué, désireux de voyager, il est nommé en 1896 chef de cabinet du secrétaire général du gouverneur de Madagascar. Commence ensuite une longue carrière journalistique, notamment au journal Le Temps, qui fera de lui un des grands spécialistes de son temps des questions coloniales. Après avoir couvert la guerre gréco-turque de 1897, il découvre l'Afrique, l'Inde, l'Indochine, etc. Mais c'est la Tunisie à laquelle il est particulièrement attaché.
Ce journaliste spécialisé dans les questions coloniales et fut l’un des fondateurs (1923) de l’Académie des Sciences coloniales devenue (1957) l'Académie des sciences d'outre-mer, qu’il présida de 1933 à 1934. En 1926 il fut aussi un des fondateurs de l'Association des écrivains coloniaux qu'il présida entre 1933 et 1936 ; il fut encore membre du Conseil supérieur des colonies (dans un autre registre, il fut aussi membre fondateur de l'Académie des Gastronomes en 1929).
Élevé à la dignité de grand officier de la Légion d'honneur par décret du 5 août 1939, la décoration lui fut remise par son ami le général Gouraud le 11 décembre 1939. La cravate de commandeur de la Légion d'honneur lui avait remise le 19 octobre 1923 par J.-H. Rosny aîné. Il avait été nommé chevalier en 1900 et promu officier en 1911.

## Œuvres

### Livres
- Pierre Mille, De Thessalie en Crète, impressions de campagne, avril-mai 1897, Berger-Levrault, 1898.
- Pierre Mille, Au Congo belge, avec des notes et des documents récents relatifs au Congo français, Armand Colin, 1899Prix Montyon 1900 de l’Académie française.
- Pierre Mille, Notice sur la Côte d'Ivoire, éditions Le Mesnil, 1900.
- Pierre Mille, Sur la vaste terre (recueil de nouvelles), Calmann-Lévy, 1905Prix de Jouy 1907 de l’Académie française.
- Pierre Mille, Barnavaux et quelques femmes (nouvelles), Calmann-Lévy, 1907.
- Pierre Mille, La biche écrasée, Calmann-Lévy, 1910.
- Pierre Mille, Caillou et Tili, Calmann-Lévy, 1911.
- Pierre Mille, Louise et Barnavaux, Calmann-Lévy, 1912.
- Pierre Mille, Anthologie des humoristes français contemporains, Librairie Ch. Delagrave, 1912.
- Pierre Mille, Paraboles et Diversions, P.-V. Stock, 1913.
- Pierre Mille, Le Monarque (roman), Calmann-Lévy, 1914.
- Pierre Mille, En croupe de Bellone, Georges Crès, 1916.
- Pierre Mille, Sous leur dictée, Calmann-Lévy, 1917.
- Pierre Mille, Nasr'eddine et son épouse (roman), Calmann-Lévy, 1918.
- Pierre Mille, Le Bol de Chine, ou Divagations sur les beaux-arts, Georges Crès, 1920.
- Pierre Mille, La nuit d'amour sur la montagne, Flammarion, 1920.
- Pierre Mille, Histoires exotiques et merveilleuses, J. Ferenczi, 1920.
- Pierre Mille, Trois Femmes, Calmann-Levy, 1920.
- Pierre Mille, L’Inde en France, édité par Paul-Emile Colin, 1920, avec Paul-Émile Colin.
- Pierre Mille, Les mémoires d'un dada besogneux de l'armistice à 1925, Georges Crès, 1921.
- Pierre Mille, L'Ange du bizarre, J. Ferenczi, 1921.
- Pierre Mille, Barnavaux, Georges Crès, coll. « collection Les maîtres du Livre », 1921.
- Pierre Mille, Monsieur Barbe Bleue... et Madame, Le Livre, coll. « Le livre de bibliothèque », 1922.
- Pierre Mille, Myrrhine courtisane et martyre, J. Ferenczi, 1922.
- Pierre Mille, La Détresse des Harpagon (roman), Albin Michel, 1923.
- Pierre Mille et André Demaison, La femme et l'homme nu (roman), éditions de France, 1924.
- Pierre Mille, Dix-sept histoires merveilleuses, Claude Aveline éditeur, 1924.
- Pierre Mille, L'illustre Partonneau (roman), Albin Michel, 1925.
- Pierre Mille, L’Écrivain, Hachette, coll. « Les caractères de ce temps », 1925.
- Pierre Mille, Le Diable au Sahara, Albin Michel, 1925.
- Pierre Mille, Christine et Lui (roman), éditions de France, 1926.
- Pierre Mille, Le singe et la petite-fille (Histoires exotiques et merveilleuses), Librairie Valois/Nouvelle Librairie Nationale, coll. « Les écrivains du nouveau siècle », 1927Édition en partie originale reprenant des textes de l'édition de 1920.
- Pierre Mille, Un prêtre qui pécha (recueil de nouvelles), éditions de France, 1927.
- Pierre Mille, Comment la baleine perdit ses pieds, Paul Duval, 1928.
- Pierre Mille, Mes trônes et mes dominations, éditions des Portiques, 1930.
- Pierre Mille, Quand le rideau s'est baissé, éditions des Portiques, 1930.
- Pierre Mille, Le roman français, Firmin-Didot, 1930.
- Pierre Mille, Mémoires d'un vagabond en retraite, éditions des Portiques, 1930.
- Pierre Mille, Au Maroc : chez les fils de l'ombre et du soleil, Firmin-Didot, 1931.
- Pierre Mille, La femme et le député, Calmann-Lévy, 1933.
- Pierre Mille, L’homme qui ne savait pas dire "non", Calmann-Lévy, 1934.
- Pierre Mille, Les aventuriers (roman), Calmann-Lévy, 1937.

### Contributions, articles et préfaces
- « Le Congo léopoldien », Cahiers de la Quinzaine, 7e série, no 6,‎ 1905.
- « Les Deux Congo devant la Belgique et devant la France », Cahiers de la Quinzaine, 7e série, no 16,‎ 1906.
- « Le peintre Besnard en Inde », L'Illustration,‎ décembre 1911, p. 21-26 (lire en ligne).